# Igor Wiktorowitsch Wjasmikin
Igor Wiktorowitsch Wjasmikin (russisch Игорь Викторович Вязьмикин; * 8. Januar 1966 in Moskau, Russische SFSR; † 30. Oktober 2009 ebenda) war ein russischer Eishockeyspieler.

## Karriere
Während seiner sowjetischen Zeit spielte er beim HK ZSKA Moskau und Chimik Woskressensk. Beim NHL Entry Draft 1987 wurde er in der 12. Runde an 252. Position von den Edmonton Oilers ausgewählt. 1991 wechselte Wjasmikin zu den Oilers in die National Hockey League, wo er sich allerdings nicht durchsetzen konnte. Weitere Stationen seiner Karriere waren Vereine in Dänemark, Italien und Finnland. 1997 kehrte er wieder nach Russland zurück, wo der Stürmer seine aktive Laufbahn 1999 beendete.
Wjasmikin wurde mehrmals in die sowjetische U20-Eishockeynationalmannschaft berufen. So nahm er an den Eishockey-Weltmeisterschaft der Junioren 1984 und Eishockey-Weltmeisterschaft der Junioren 1986 teil, wo er mit seinem Team jeweils eine Goldmedaille gewann.
Wjasmikin starb im Oktober 2009 im Alter von 43 Jahren nach langer Krankheit.

## Erfolge und Auszeichnungen
| - 1984 Sowjetischer Meister mit dem HK ZSKA Moskau - 1984 Eishockey-Europapokal-Sieger mit dem HK ZSKA Moskau - 1985 Sowjetischer Meister mit dem HK ZSKA Moskau - 1986 Eishockey-Europapokal-Sieger mit dem HK ZSKA Moskau | - 1988 Eishockey-Europapokal-Sieger mit dem HK ZSKA Moskau - 1989 Sowjetischer Meister mit dem HK ZSKA Moskau - 1989 Eishockey-Europapokal-Sieger mit dem HK ZSKA Moskau |

### International
| - 1983 Goldmedaille bei der U18-Junioren-Europameisterschaft - 1983 Topscorer der U18-Junioren-Europameisterschaft - 1983 All-Star-Team der U18-Junioren-Europameisterschaft - 1984 Goldmedaille bei der U20-Weltmeisterschaft der Junioren | - 1984 Goldmedaille bei der U18-Junioren-Europameisterschaft - 1984 Topscorer der U18-Junioren-Europameisterschaft - 1984 All-Star-Team der U18-Junioren-Europameisterschaft - 1986 Goldmedaille bei der U20-Weltmeisterschaft der Junioren |